# Sala de Jurados y Justicias de Teulada
La Sala de Jurados y Justicias de Teulada (Provincia de Alicante, España), construida en la segunda década del siglo XVII, en un momento de expansión urbana, económica y demográfica de la villa, fue el primer edificio civil para las reuniones de las autoridades locales de Teulada que consiguió tener su propia administración municipal separada de Benisa y Calpe el año 1377 y obtuvo su propio término municipal en 1386. 
En épocas posteriores ha pasado por diferentes restauraciones y remodelaciones, entre las cuales destaca una muy importante, a mediados del siglo XVIII juntamente con la casa cárcel situada al lado de la Sala. A principio del siglo XX sufre etapas alternativas de encegamiento y desencegamiento de los arcos del porche, obedeciendo a criterios políticos, según el partido que estaba al frente del poder. 
El pórtico que preside el edificio ha servido en épocas pasadas de lonja de contratación y comercial. En otros momentos cuando los arcos estaban cegados, servía primero de local para los ensayos de la banda de música municipal y posteriormente como oficinas municipales. 
La Sala, nombre popular de este edificio, es una muestra de arquitectura civil del siglo XVII que está orientada hacia el sur y edificada en piedra "tosca"; la planta es rectangular y de una sola crujía. Esta orientación favoreció el diseño el año 1639 de un reloj de sol que durante siglos ha venido marcando el tiempo sobre estas nobles piedras. 
En alzado tiene una estructura rectangular apaisada, con bajo y principal, acentuando la dominante horizontal el coronamiento del alero y una imposta que atraviesa la fachada por debajo de las ventanas y por encima del forjado, construido en moldeado. 
El frontis tiene una simetría armoniosa con un balcón central y dos ventanas rectangulares en vertical, coincidiendo en la parte baja con los tres arcos de tipo carpanel. El conjunto de características de esta construcción, así como la de otros edificios similares que tenemos en la comarca y en otras zonas del País Valenciano, nos recuerdan lejanamente las "loggic" renacentistas italianas, englobadas todas ellas dentro de unos planteamientos de entender la arquitectura a la manera mediterránea.